# Dolly (transportes)

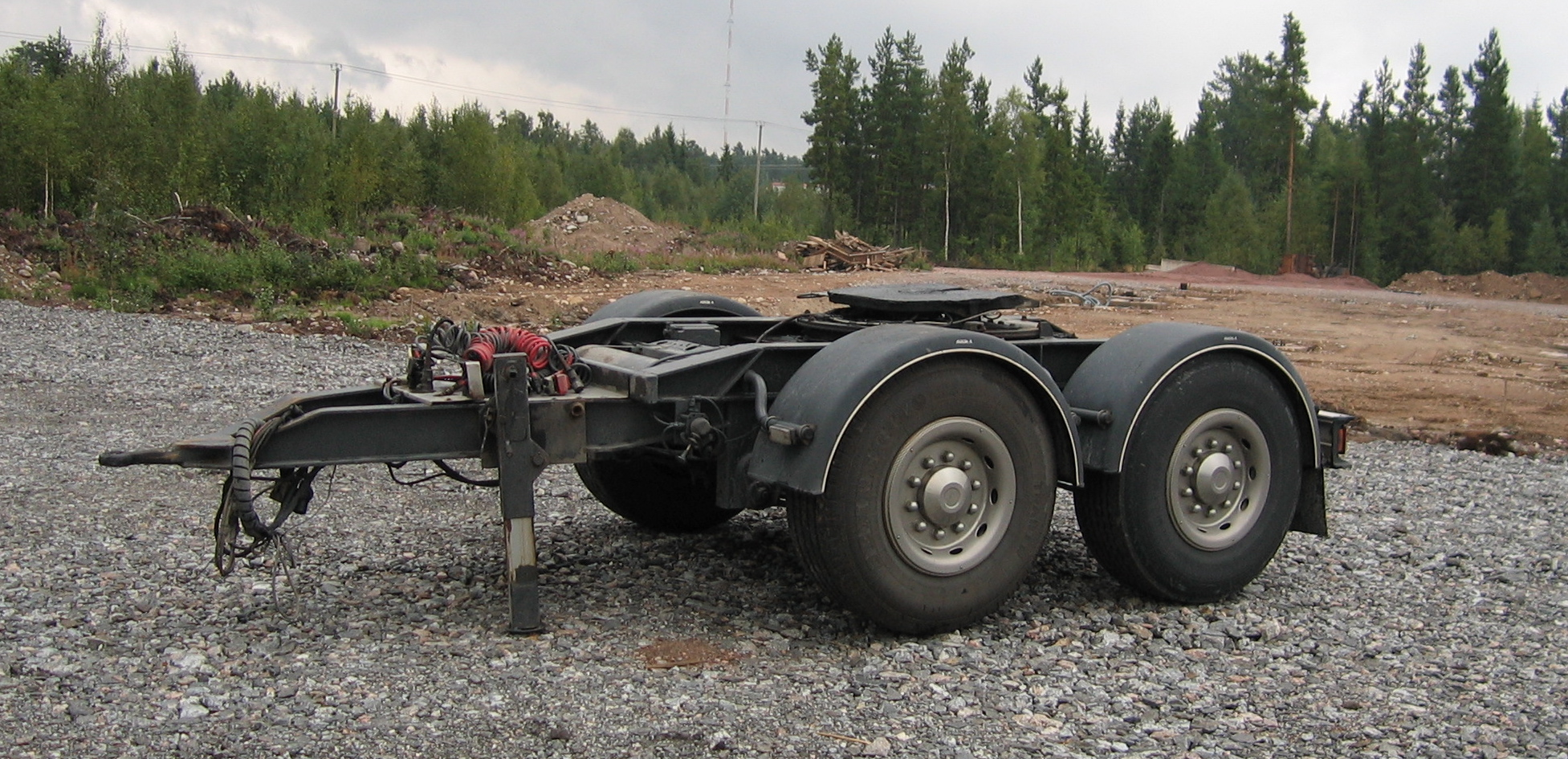
Um dolly de dois eixos.

O dolly é um tipo de implemento rodoviário equipado com uma 5ª roda, por forma a acoplar uma carreta (reboque) a um engate na traseira de um caminhão (unidade tratora), por forma a criar um rodotrem. Ao acoplar uma carreta a um dolly esta passa a ter a configuração de um reboque, uma vez que não apoia peso na unidade veicular de tração.